# 渡洋爆撃隊

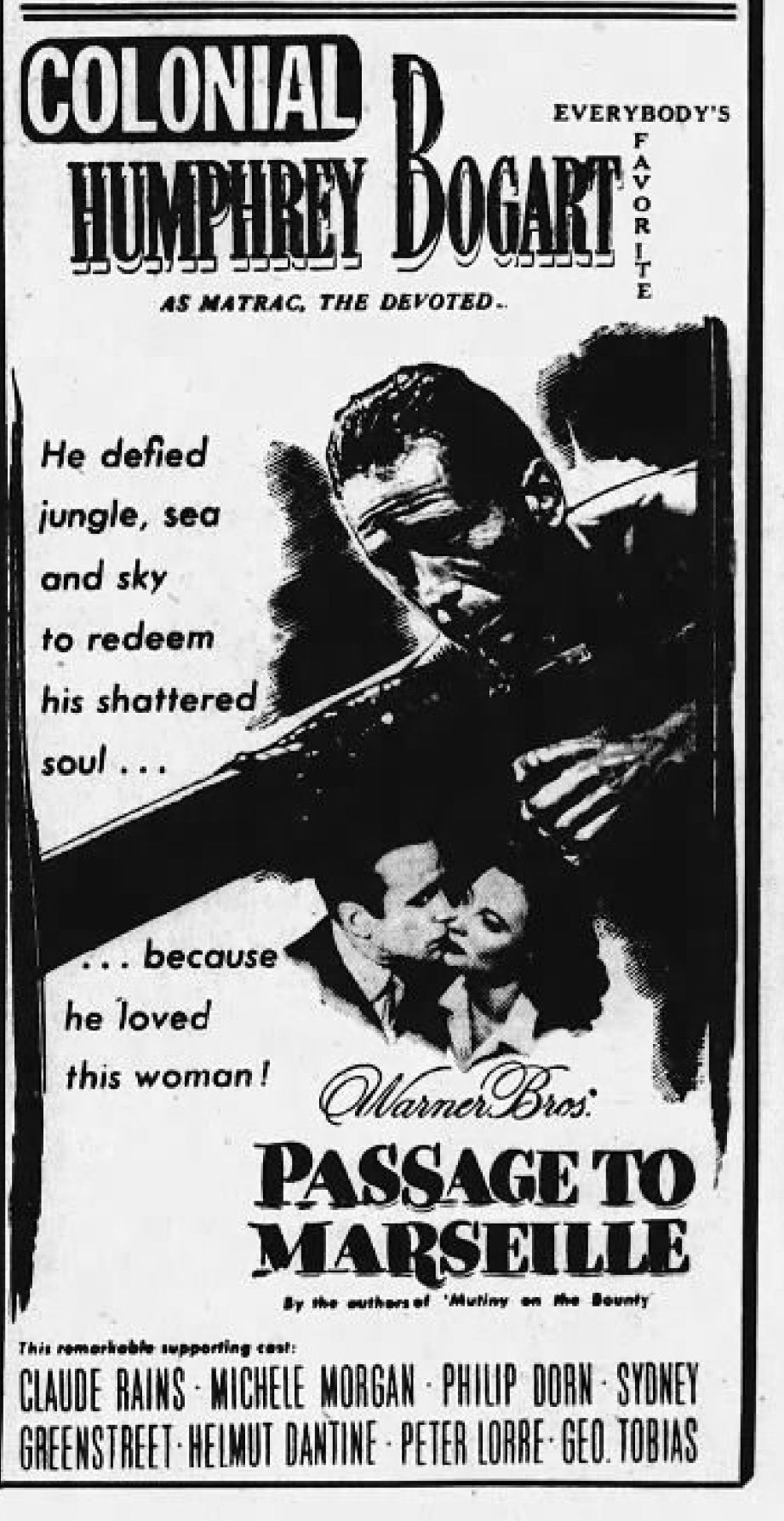
劇場公開用のチラシ

『渡洋爆撃隊』（とようばくげきたい、Passage to Marseille）は1944年のアメリカ合衆国の映画。
監督のマイケル・カーティス、主演ハンフリー・ボガート以下『カサブランカ』のメンバーが再結集して放ったフランス軍激励のための戦争映画。また、フランス領ギアナの流刑地から脱走した元囚人のルネ・ベルブノワがアドバイザーとして本作に関わった。
反逆罪で悪魔島に送られた主人公たちが命がけで脱出し、自由フランス軍に参加し、ドイツ軍との戦いで活躍する姿を描く。

## キャスト
※括弧内は日本語吹替（初回放送1966年12月10日『土曜洋画劇場』21:00-23:00）
- マトラック：ハンフリー・ボガート（久米明）
- フレイシネ大尉：クロード・レインズ（緒方敏也）
- ポーラ：ミシェル・モルガン（来宮良子）
- マリウス：ピーター・ローレ（緑川稔）
- グランピア：ウラジミル・ソコロフ（加藤修）
  - その他日本語吹替：立壁和也、白石冬美、宮田光、寺田彦右

## スタッフ
- 監督：マイケル・カーティス
- 製作：ハル・B・ウォリス
- 原作：チャールズ・ノードッフ、ジェームズ・ノーマン・ホール
- 脚色：ケイシー・ロビンソン、ジャック・モフィット
- 撮影：ジェームズ・ウォン・ハウ
- 音楽：マックス・スタイナー
- 美術：カール・ジュールス・ワイル